# Карл Верт
Карл Верт (англ. Carl Veart, нар. 21 травня 1970, Ваялла) — австралійський футболіст, що грав на позиції нападника зокрема за декілька англійських клубних команд, а також національну збірну Австралії. По завершенні ігрової кар'єри — тренер. З 2020 року очолює тренерський штаб команди «Аделаїда Юнайтед».

## Клубна кар'єра
Народився 21 травня 1970 року в місті Ваялла. Вихованець юнацьких команд футбольних клубів «Ваялла Кроейша» і «Салісбері Юнайтед».
У дорослому футболі дебютував 1989 року виступами за команду «Аделаїда Сіті», в якій провів п'ять сезонів, взявши участь у 132 матчах чемпіонату. Більшість часу, проведеного у складі «Аделаїда Сіті», був основним гравцем атакувальної ланки команди і одним із її головних бомбардирів, маючи середню результативність на рівні 0,41 гола за гру першості.
1994 року забивного австралійця запросив до своїх лав англійський друголіговий «Шеффілд Юнайтед», в якому той мав постійне місце в основній команді. 1996 року перейшов до «Крістал Пелес», якому допоміг за результатами сезону 1996/97 здобути підвищення в класі до англійської Прем'єр-ліги. Утім на рівні елітного англійського дивізіону тренерський штаб команди на Верта вже не розраховував і, провівши на початку сезону 1997/98 лише шість ігор, він залишив «Крістал Пелес».
До завершення сезону 1997/98 грав за третьоліговий «Міллволл», після чого повернувся на батьківщину, до рідного «Аделаїда Сіті», за який провів ще шість сезонів.
Завершував ігрову кар'єру в іншій місцевій команді «Аделаїда Юнайтед», за яку виступав протягом 2005—2007 років.

## Виступи за збірні
1992 року залучався до складу молодіжної збірної Австралії.
1992 року дебютував в офіційних матчах у складі національної збірної Австралії. Відтоді регулярно викликався до її лав, проте основним гравцем не став. Загалом протягом дев'ятирічної кар'єри в національній команді провів у її формі 18 матчів, забивши 7 голів.

## Кар'єра тренера
Розпочав тренерську кар'єру невдовзі по завершенні кар'єри гравця, 2008 року, як тренер молодіжної команди «Аделаїда Юнайтед», де пропрацював до 2012 року.
У 2019–2020 роках був асистентом головного тренера «Аделаїда Юнайтед», після чого очолив тренерський штаб основної команди клубу.

## Титули і досягнення
- Срібний призер Кубка націй ОФК: 1998